# Österreichische Gesellschaft für Forschung und Entwicklung im Bildungswesen
Die Österreichische Gesellschaft für Forschung und Entwicklung im Bildungswesen (ÖFEB) ist die wissenschaftliche Vereinigung der österreichischen Bildungsforschenden. Als überparteiliche, überregionale und gemeinnützige Vereinigung spricht sie alle Personen an, die Forschung, Entwicklung und Lehre in den Bildungswissenschaften betreiben. Sie wurde im Jahr 2000 gegründet und hat ihren Sitz in Linz. Die ÖFEB ist Mitglied der European Educational Research Association (EERA).

## Was ist die ÖFEB?
Die Österreichische Gesellschaft für Forschung und Entwicklung im Bildungswesen (ÖFEB) ist eine überparteiliche, überregionale und gemeinnützige Vereinigung, die sich an alle Personen richtet, die in Forschung, Entwicklung und Lehre in den Bildungswissenschaften tätig sind.
Eine wesentliche Intention der Gesellschaft ist die Förderung und Stärkung der österreichischen Bildungsforschung durch die Vernetzung und Kooperation verschiedener Akteure und Institutionen.
Neben öffentlichen Stellungnahmen sucht der ÖFEB auch regelmäßig das Gespräch mit Verantwortlichen der Bildungspolitik und der Bildungsadministration, mit dem Ziel, bildungspolitische Entscheidungen stärker an Ergebnissen der Bildungsforschung zu orientieren.
Die ÖFEB engagiert sich in der Vereinigung der Europäischen Bildungsforschung, der European Educational Research Association (EERA), die 2009 ihre European Conference on Educational Research (ECER) in Wien in Kooperation mit der Universität Wien und der ÖFEB abhielt. Über die EERA ist die ÖFEB in der World Education Research Association (WERA), der European Alliance for Social Sciences and Humanities (EASSH) sowie der Initiative for Science in Europe (ISE) vertreten.

## Geschichte der ÖFEB
Die Konstituierung der Österreichischen Gesellschaft für Forschung und Entwicklung im Bildungswesen (ÖFEB) fand im Rahmen der Tagung „Forschung und Qualitätssicherung an Pädagogischen Hochschulen“ an der Pädagogischen Akademie der Erzdiözese Wien statt. An der Gründungsversammlung nahmen 16 Personen teil. Im Herbst des ersten Jahres (2000) zählte die Gesellschaft 60 Mitglieder. Derzeit (2020) zählt die ÖFEB rund 520 Mitglieder.
| Jahr | Aktivitäten | Mitgliederzahl                             |
| ---- | --- | ------------------------------------------ |
| 1999 | Beschluss zur Gründung der ÖFEB anlässlich der Tagung »Bildungsforschung für die Schulentwicklung« vom 16. bis 18. September 1999 an der JKU in Linz |                                            |
| 2000 | Konstituierung der ÖFEB am 31. März 2000 im Rahmen der Tagung »Forschung und Qualitätssicherung an Pädagogischen Hochschulen « vom 30. bis 31. März 2000 an der Pädagogischen Akademie der Erzdiözese Wien | 60                                         |
| 2001 | 1. Jahrestagung vom 24. bis 26. September 2001 in Salzburg zum Thema »Erziehung und Bildung zwischen Selbstverantwortung und Rechenschaftspflicht«; Herausgabe des ÖFEB Newsletters (bis 2005) | 124                                        |
| 2002 | 2. Jahrestagung vom 19. bis 21. September 2002 in Klagenfurt zum Thema »Grenzen überschreiten in Bildung und Schule« |                                            |
| 2003 | 3. Jahrestagung vom 6. bis 11. November 2003 in Wien zum Thema »Professionalisierung in pädagogischen Berufen« | 143                                        |
| 2004 | 4. Jahrestagung (in Kooperation mit den Partnervereinigungen aus Deutschland und der Schweiz, der Deutschen Gesellschaft für Erziehungswissenschaft/DGfE und der Schweizerischen Gesellschaft für Bildungsforschung/SGBF) vom 21. bis 24. März 2004 in Zürich zum Thema »Bildung über die Lebenszeit« |                                            |
| 2005 | 5. Jahrestagung vom 29. September bis 1. Oktober 2005 in Linz an der JKU in Kooperation mit der Pädagogischen Akademie des Bundes Oberösterreich und der Pädagogischen Akademie der Diözese Linz zum Thema »Schauen, was rauskommt« | 151                                        |
| 2007 | 6. Jahrestagung vom 20. bis 22. September 2007 in Salzburg zum Thema »Gerechtigkeit und Effizienz im Bildungswesen«; die ÖFEB tritt der European Educational Research Association (EERA) bei | 198                                        |
| 2009 | Ausrichtung der European Conference on Educational Research (ECER) gemeinsam mit der EERA und der Universität Wien vom 28. bis 30. September 2009 in Wien zum Thema »Theory and Evidence in European Educational Research« – 7. Jahrestagung der ÖFEB im Zuge der ECER-Tagung; Gründung der Sektion »Berufs- und Erwachsenenbildung«                                                                                      | 258                                        |
| 2011 | 8. Jahrestagung vom 28. bis 30. September 2011 in Graz zum Thema »Forschung on Demand? Bildungswissenschaft zwischen Autonomie und Auftrag«; Gründung und Herausgabe der »Zeitschrift für Bildungsforschung « im Verlag für Sozialwissenschaft, später Springer VS | 304                                        |
| 2012 | Gründung der Sektion »Elementarpädagogik« am 27. April 2012 in Salzburg; ein ÖFEB-Vertreter wird in den Vorstand der EERA gewählt; 1. Emerging Researcher Conference am 8. November 2012 in Linz an der Pädagogischen Hochschule Oberösterreich/PHOÖ (als Pre-Conference zur Tagung »Lernen in der Praxis durch Forschung – Lernen für die Praxis durch Forschung« der Sektion Lehrerbildung und Lehrerbildungsforschung) |                                            |
| 2013 | 9. Jahrestagung vom 29. bis 31. Oktober 2013 in Innsbruck zum Thema »Bildung im Zeitalter der Individualisierung«; 2. Emerging Researcher Conference am 29. Oktober 2013 im Rahmen der Jahrestagung in Innsbruck | 388                                        |
| 2015 | ÖFEB Kongress 2015: 30. August bis 1. September 2015 in Klagenfurt zum Thema »Lernräume gestalten«; 3. Emerging Researcher Conference am 30. und 31. August 2015 im Rahmen der Jahrestagung in Klagenfurt | 456                                        |
| 2016 | EERA Summer School 2016: »Methods and Methodology in Educational Research« vom 11. bis 15. Juli 2016 in Linz, veranstaltet gemeinsam von EERA, JKU, Bundesinstitut für Bildungsforschung, Innovation & Entwicklung des österreichischen Schulwesens (BIFIE) und ÖFEB | 502                                        |
| 2017 | EERA Summer School 2017 zum Thema »Methods and Methodology in Educational Research« vom 10. bis 14. Juli 2017 in Linz, veranstaltet von EERA, JKU, BIFIE und ÖFEB; ÖFEB Kongress 2017: 19. bis 22. September 2017 an der Pädagogischen Hochschule Vorarlberg in Feldkirch zum Thema »Bildung: leistungsstark. chancengerecht . inklusiv?«                                                                                 |                                            |
| 2019 | ÖFEB Kongress 2019: 17. bis 20. September 2017 an der Pädagogischen Hochschule Oberösterreich zum Thema »Vermessen? Zum Verhältnis von Bildungsforschung, Bildungspolitik und Bildungspraxis« 4. Emerging Researcher Conference am 17. September 2019 im Rahmen der Jahrestagung in Linz | 520                                        |
| 2022 | ÖFEB Kongress 2022: 20. bis 23. September 2022 an der PPH-Augustinum und der PH Steiermark zum Thema »BILDUNGSFORSCHUNG IN UND FÜR ZEITEN DER VERÄNDERUNG« 5. Emerging Researcher Conference am 20. September 2022 im Rahmen der Jahrestagung in Graz | konnte der Homepage nicht entnommen werden |
| 2024 | ÖFEB Kongress 2024: 24. bis 27. September 2024 an der PH Wien zum Thema »DIVERSITÄT DISKURSIV« 6. Emerging Researcher Conference am 24. September 2024 als Pre-Conference der Jahrestagung in Wien | konnte der Homepage nicht entnommen werden |

## Ziele und Mitgliedschaft
Ziele der ÖFEB sind:
- zur Weiterentwicklung eines humanen und demokratischen Bildungswesens in Österreich mit dem Mittel qualitätsvoller Forschung und Lehre beizutragen,
- die Diskussion und Zusammenarbeit zwischen den in Österreich in Bildungsforschung und -entwicklung tätigen Personen zu fördern, auch über die Grenzen verschiedener Disziplinen, verschiedener forschungsmethodischer Ansätze, verschiedener Regionen, verschiedener Institutionen, verschiedener beruflicher Positionen und verschiedener politischer Orientierungen hinweg,
- die Quantität und Qualität bildungswissenschaftlicher Forschung und Entwicklung zu erhöhen,
- die Förderung von in der Erziehungswissenschaft tätigen Frauen,
- die Förderung des wissenschaftlichen Nachwuchses,
- die Zusammenarbeit mit anderen Gesellschaften auf nationaler und internationaler Ebene zu fördern,
- die Zusammenarbeit zwischen Bildungsforschung, Bildungspraxis, Bildungsverwaltung und Bildungspolitik zu fördern,
- den Kontakt mit Instanzen der Wissenschaftspolitik und der Forschungsförderung zu pflegen,
- die Interessen der Bildungsforscher gegenüber Instanzen der Bildungspolitik, Bildungsverwaltung und Forschungsförderung zu vertreten,
- die Ergebnisse der Bildungsforschung zu verbreiten und den Informationsstand in der Öffentlichkeit über Arbeitsweise und Resultate der Bildungsforschung zu heben.

Ordentliche Mitglieder können Personen werden, die durch bildungswissenschaftliche Forschung, Entwicklung und Lehre zu den Zielen der Gesellschaft beitragen. Daneben gibt es assoziierte, studentische, fördernde und Ehrenmitglieder. Derzeit (2020) hat die Österreichische Gesellschaft für Forschung und Entwicklung im Bildungswesen ca. 520 Mitglieder (2020).

## Vorsitz und Vorstand
(Quelle: )
- Vorsitzende ist (seit September 2024) Peter Schlögl (Universität Klagenfurt), Stellvertreterin ist Katharina Soukup-Altrichter (Pädagogische Hochschule Oberösterreich) und Kassier Erich Svecnik (Institut des Bundes für Qualitätssicherung im österreichischen Schulwesen – IQS)
- weitere Vorstandsmitglieder sind Gerda Hagenauer (Paris Lodron Universität Salzburg), Matthias Huber (Pädagogische Hochschule Kärnten), Karin Lauermann (Bundesinstitut für Sozialpädagogik), Jana Groß Ophoff (Pädagogische Hochschule Vorarlberg), Angelika Paseka (Universität Hamburg) und  Johannes Reitinger (Private Pädagogische Hochschule der Diözese Linz).

## Sektionen
Die ÖFEB hat folgende Sektionen eingerichtet, die verschiedene Teilbereiche der Bildungsforschung betreffen:
- Allgemeine Erziehungswissenschaft – Vorsitz: Matthias Huber (Pädagogische Hochschule Kärnten), Marion Döll (Europa-Universität Flensburg)
- Berufs- und Erwachsenenbildung – Vorsitz: Monika Kastner (Alpen-Adria-Universität Klagenfurt), Karin Gugitscher (Österreichisches Institut für Berufsbildungsforschung), Karin Heinrichs (Pädagogische Hochschule Oberösterreich) und Birgit Schmidtke (Katholische Universität Eichstätt-Ingolstadt)
- Elementarpädagogik – Vorsitz: Lars Eichen (Universität Graz), Elisabeth Nuarth (Pädagogische Hochschule Kärnten) und Maria Fürstaller (FH Campus Wien)
- Empirische pädagogische Forschung – Vorsitz: Dominik Fröhlich (Universität Wien), Christoph Weber (Pädagogische Hochschule Oberösterreich)
- LehrerInnenbildung und LehrerInnenbildungsforschung – Vorsitz: Gabriele Schauer (Universität Innsbruck), Ann-Kathrin Dittrich (Universität Innsbruck), Michael Himmelsbach (JKU Linz)
- Medienpädagogik – Vorsitz: Alessandro Barberi (Universität Wien), Josef Buchner (Pädagogische Hochschule St. Gallen)
- Schulforschung und Schulentwicklung – Vorsitz: David Kemethofer (Pädagogische Hochschule Oberösterreich), Livia Rößler (Universität Innsbruck)
- Sozialpädagogik – Vorsitz: Karin Lauermann (Bundesinstitut für Sozialpädagogik), Stephan Sting (Alpen-Adria-Universität Klagenfurt)

Die Sektionen bieten regelmäßige Sektionstagungen und Vernetzungsmöglichkeiten durch „Werkstattgespräche“ (Berufs- und Erwachsenenbildung), „24 Stunden Elementarpädagogik“, „ÖFEB Webtalk“ (Medienpädagogik), Symposien sowie sektionsübergreifende Veranstaltungen.

## Emerging Researchers
Die Emerging Researchers (ER) stellen ein Netzwerk für Nachwuchswissenschaftler der österreichischen Bildungsforschung dar, das im Jahr 2012 im Rahmen der ersten Tagung für Nachwuchsforscher in Linz gegründet wurde.
Vertreter der Emerging Researchers und in den Vorstand kooptiert sind Christine Haupt (Pädagogische Hochschule Kärnten), Smirna Malkoc (Pädagogische Hochschule Steiermark), Nazime Öztürk (Universität Wien) und Flora Woltran (Universität Wien).

## Publikationsorgan
Die „Zeitschrift für Bildungsforschung“ (ZBF) wurde 2011 gegründet und versteht sich als Forum für Beiträge, die Innovationen im Bildungswesen anregen, zur Diskussion stellen, begleiten und theoretisch absichern und damit eine evidenzbasierte Weiterentwicklung im Bildungswesen unterstützen.
Sie wird derzeit von Angelika Paseka (Universität Hamburg), Ferdinand Eder (Universität Salzburg), Stefan Brauckmann-Sajkiewicz (Alpen-Adria-Universität Klagenfurt), Nina Bremm (Universität Erlangen-Nürnberg), Burkhard Gniewosz (Universität Salzburg) und Georg Krammer (Pädagogische Hochschule Steiermark) im Auftrag der ÖFEB herausgegeben und erscheint seit 2011 im Verlag Springer VS (Wiesbaden).
Die Zeitschrift erscheint seit 2011 dreimal jährlich mit Aufsätzen, die einem Double-Blind-Peer-Review unterzogen werden. Bis Ende 2023 sind 402 Beiträge erschienen, von denen etwa ein Drittel von österreichischen Autoren verfasst wurde.
Die ÖFEB macht Forschungsergebnisse auch über Buchreihen zugänglich: durch die Reihe „Österreichische Beiträge zur Bildungsforschung“ (2004–2012), von der 8 Bände im LIT Verlag erschienen, sowie aktuell durch die Reihe „Beiträge zur Bildungsforschung“ (seit 2014), in der bisher (Herbst 2024) 13 Bände im Waxmann-Verlag erschienen sind.

## Kongresse
Seit 2000 wurden 16 Tagungen bzw. Kongresse der Gesamtgesellschaft durchgeführt, zunächst jährlich, dann alle zwei Jahre. Außer Niederösterreich und Burgenland war jedes österreichische Bundesland mindestens einmal Gastgeber für einen ÖFEB-Kongress. Mittlerweile werden die Tagungen der ÖFEB rege von Forschern aus Österreich und aus dem deutschsprachigen Ausland besucht.
Die Jahrestagung 2004 fand in internationaler Kooperation mit den Schweizer und Deutschen Schwestergesellschaften, der SGBF und der DGfE, in Zürich statt. Eine Übersicht über alle Kongresse befindet sich weiter oben.